# Развитие капитализма в России
«Развитие капитализма в России. Процесс образования внутреннего рынка для крупной промышленности» — монография В. И. Ленина, посвящённая анализу экономического развития России. В книге с помощью марксистской теории проведено исследование экономики и социальной структуры России последней трети XIX века. Работа написана в 1896—1899 годах, и вышла легально отдельной книгой в конце марта 1899 года в небольшом петербургском издательстве М. И. Водовозовой тиражом 2,4 тыс. экземпляров.

## История написания
Ленин начал работу в 1896 году, находясь в тюрьме после ареста по делу петербургского «Союза борьбы за освобождение рабочего класса». Работа была завершена в ссылке в селе Шушенском. За три года работы Ленин проработал большой объём литературы по российской экономике, в книге использовано более 500 источников: монографий, статей, статистических справочников, сборников, обзоров и т. д.
П. Б. Струве, находившийся в этот период в дружеских отношениях с Лениным, помог ему получить недостающие для работы научные материалы, вычитал всю верстку, сделал всё необходимое для публикации книги и дал ей название. Ленин хотел назвать книгу «Процесс образования внутреннего рынка для крупной промышленности», но Струве предложил свой вариант — «Развитие капитализма в России».

Ленин принял это название, и, таким образом, можно сказать что его основной вклад в науку стал известен под именем, которое ему дал Струве.— Пайпс Р. Струве. Биография. Т. 1. — М.: Московская школа политических исследований, 2001.
К моменту завершения этой работы её автору исполнилось 29 лет.
Ленин закончил книгу в январе 1899. Впервые вышла в марте 1899 года под псевдонимом «Владимир Ильин» тиражом в 2400 экземпляров. В 1908 году вышло второе издание книги с небольшими изменениями.

## Содержание
В книге, содержащей восемь глав, Ленин рассматривает развитие внутреннего рынка в результате усиления общественного разделения труда. В сельском хозяйстве происходит разделение крестьян на зажиточных и бедных, помещичье хозяйство постепенно переходит к капиталистическому. Ленин анализирует развитие капитализма в промышленности на разных стадиях, отмечая появление капиталистов и пролетариев (а также полупролетариев), рост городского населения. Ленин приходит к выводу, что в ходе развития капитализма нарастают противоречия, которые проявляются в росте классовой борьбы пролетариата с буржуазией.
В основу исследования легли главным образом данные о внутренних, чисто русских сельскохозяйственных губерниях.
В книге содержится критика в адрес представителей либерального народничества (в частности, Н. Ф. Даниельсона и В. П. Воронцова).
Развивая учение Плеханова о развитии капитализма в России, Ленин утверждал, что сельское хозяйство следует считать не вспомогательным, а основным двигателем развития капитализма в России. Автор указывал, что царящие в среде народников представления о духе солидарности в крестьянской общине в корне неверны. По мнению Р. Сервиса, из экономического анализа автор делает политические выводы: царский режим в России безнадёжно устарел, капиталистической стране нужны гражданские права и демократия.

## Оценки
Оценки значимости книги противоречивы.
В издании Академии наук СССР от 1974 года говорилось: «Как историк-марксист В. И. Ленин поставил перед собой задачу, совершенно противоположную задачам буржуазных историков: объяснить настоящее, рассмотреть проходящий перед глазами современников стремительный и противоречивый процесс развития капитализма… Пронизанная диалектикой и методологией исторического материализма, книга В. И. Ленина положила начало новому этапу изучения русской истории».
Как отмечает историк-марксист Перри Андерсон, в этой работе Ленина фактически впервые серьёзно применялась изложенная в «Капитале» общая теория капиталистического способа производства к анализу конкретной общественной формации, в которой сочетались несколько способов производства, соединяясь в историческую целостность. По мнению Андерсона, ленинский анализ развития сельских районов царской России представлял собой решающий шаг вперед для исторического материализма в целом.
Социолог С. Г. Кара-Мурза в 2001 году писал: «Труд написан великим мыслителем и одновременно великим политиком — с большой интеллектуальной силой и со страстью. Это сочетание определило убедительность, мощь и длительность воздействия труда — и в то же время глубокую противоречивость этого воздействия». Однако Кара-Мурза считает, что впоследствии Ленин пересмотрел главные выводы книги, основанные на марксистском учении, и в дальнейшем «прикрывался» марксизмом в политических целях («для собирания России после Февраля 1917 года»).
По мнению Р. Г. Пихоя (2012): «Это практически образцовый труд в области экономической истории, свидетельствующий о незаурядном интеллекте автора. Оказавшись в тюрьме, а затем в ссылке, он переработал огромный пласт статистики — в работе присутствуют ссылки на 500 с лишним источников. Самое интересное место „Развития…“ — то, что Ленин писал о русской деревне, о неизбежности разрушения крестьянской общины… Даже сегодня за работу такого уровня сразу присвоили бы докторскую степень».
По характеристике проф. Р. Нуреева, данную монографию можно рассматривать как своеобразное зеркало представлений российских марксистов об успехах копирующей модернизации.
С другой стороны, биограф Ленина Р. Сервис — профессор русской истории в Оксфордском университете — указывает: «Рецензий на книгу поступило до обидного мало, в основном негативных. […] Даже марксисты практически не заметили появления „Развития капитализма в России“». По мнению Сервиса, книга, как ожидал автор, должна была подтвердить его статус «крупного специалиста по вопросам экономического развития».
А. В. Гордон замечал: «Работа, безусловно, интересная, фундированная обширным статистическим аппаратом; однако отличавшаяся отчетливо выраженным „капиталоцентризмом“. Автор убежденно прогнозировал поступательный распад традиционных структур и утверждение капиталистического способа производства. Согласно формационной схеме едва начавшая капиталистическое развитие Россия оказывалась на пороге социалистической революции. Что Ленину-политику и требовалось доказать».